# Замок Монтеагудо
Замок Монтеагудо (исп. Castillo de Monteagudo) расположен на самой верхней части известковой скалы, на склонах которой находится поселок Монтеагудо в 5 километрах от Мурсии и 10 километрах от Ориуэлы. У подножия крепости проходит «старая дорога Монтеагудо» (исп. camino viejo de Monteagudo), которая соединяет две важные трассы Аликанте и Кастилии.

## Этимология
Название замка Монтеагудо возникло от горы, на которой он располагается. В позднем средневековье она имеет разные имена, в арабских под именем «Muntaqud», а в испанских письменах как «Montagut». Название имеет латинские корни «Monte acutum» и означает: «Заостренная возвышенность» или «Острая гора»

## История
Благодаря удачному расположению гора начала заселяться ещё во времена Бронзового века (2000 лет до н. э.). Позже, по мнению историков, у подножия Монтеагудо существовал римский город, исчезнувший во время войн Византии с вестготами.
Прибывшие на Иберийский полуостров мусульмане выстроили несколько замков на ключевых дорогах для защиты долины Мурсии. Первые письменные упоминания о замке встречаются в 1078 году, когда здесь пребывал в неволе визирь короля Севильи Аль-Мутамида Ибн Таир.
Благодаря арабским письменам известно, что нынешние очертания замок Монтеагудо получил в XII веке во времена господства Ибн Марданиш, по прозвищу Король Волк. Крепость выполняла стратегическую миссию, поскольку расположена на крутом горном склоне (высшая точка — 149 метров), она была отличным пунктом наблюдения и оборонительным сооружением. Имея назначение государственной цитадели, замок в то же время служил местом заключения для преступников, помимо этого на его территории располагалось зернохранилище и родники для потребностей солдат на случай осады. В 1165 году Король Волк потерпел серьёзное поражение в противостоянии с альмохадами, перешедшими пролив, и вынужден был оставить замок, который вскоре был разграблен. После Реконкисты замок перешел под контроль испанского королевского дома, здесь жили приближенные к королю лица.
Отделение Мурсии от Кастилии придало крепости статус приграничного бастиона между двумя враждующими королевствами Кастилия и Арагон. Ситуация не изменилась до XV века, когда католические короли объединились и завоевали Гранаду (1492 год).

## Описание
Крепостные стены имеют покрытие из известкового раствора и снабжены прямоугольными твердынями, которые расположены очень близко друг к другу. Фундамент цитадели приспособлен к неровностям поверхности: цитадель располагается на двух обрывах разной высоты. Попасть на нижнюю часть цитадели можно с южной стороны, пройдя по дороге, а затем поднявшись по лестнице. На протяжении всей северо-западной стороны цитадели расположены большие родники, магазины и другие помещения.
Замок является культурным памятником Мурсии. В настоящее время в цитадели проходят восстановительные работы и идут археологические раскопки, где были найдены погребальные урны Бронзового века и обломки керамики, а также памятники культуры Иберии и Рима.
На самой вершине скалы стоит памятник (14 метров высотой), посвященный почитанию Святейшего Сердца Иисуса Христа (исп. Corazon de Jesus). Эта скульптура, изображающая Христа, была воздвигнута в 1951 году Николасом Мартинесом (исп. Nicolás Martínez Ramón) и представляет собой копию первоначальной скульптуры, построенной в 1926 году и разрушенной во время Второй Испанской Республики.